# Северный Сомерсет
Норт-Сомерсет (Се́верный Со́мерсет) (англ. North Somerset) — унитарная единица на севере церемониального графства Сомерсет. Главный и крупнейший город унитарной единицы — Уэстон-сьюпер-Мэр (население - 71 тыс. чел.).

## История
Образована 1 апреля 1996 года путём преобразования в унитарную единицу и перехода в церемониальное графство Сомерсет района Вудспринг бывшего неметропольного графства Эйвон (Local Government Commission for England (1992)).

## География
Занимает территорию 374 км², омывается на северо-западе Бристольским заливом, на северо-востоке граничит с церемониальным графством Бристоль, на юго-востоке с унитарной единицей Бат и Северо-Восточный Сомерсет, на юге с неметропольным графством Сомерсет.

## Население
На территории унитарной единицы Северный Сомерсет проживают 188 564 человек, при средней плотности населения 504 чел./км² (2001 год).

## Состав
В состав района входят 4 города:
- Кливдон
- Нейлси[англ.]
- Портисхед
- Уэстон-сьюпер-Мэр

и 35 общин (англ. civil parish).

## Политика
Совет унитарной единицы Северный Сомерсет состоит из 61 депутата, избранных в 36 округах.

## Спорт
На территории унитарной единицы Северный Сомерсет, в городе Уэстон-сьюпер-Мэр, базируется полупрофессиональный футбольный клуб «Уэстон-сьюпер-Мэр», выступающий в сезоне 2010/2011 в Южной Конференции. «Уэстон-сьюпер-Мэр» принимает соперников на стадионе Вудспринг Стэдиум (3 тыс. зрителей).